# Nußdorf am Inn
Nußdorf am Inn è un comune tedesco di 2 588 abitanti, situato nel land della Baviera.